# Serguéi Mijalkov
Serguéi Vladímirovich Mijalkov (en ruso: Сергей Владимирович Михалков; Moscú, Imperio ruso, 13 de marzo de 1913 - Moscú, Rusia, 27 de agosto de 2009) fue un escritor ruso, famoso principalmente por sus obras infantiles.
Poeta, fabulista, dramaturgo, fue corresponsal de guerra durante la Gran Guerra Patria, presidente, en tiempos soviéticos, de la Unión de Escritores de la RSFS de Rusia, autor de los textos del himno soviético y de Rusia  (las tres versiones: 1943, 1977, 2000), Héroe del Trabajo Socialista, laureado del Premio Lenin y Premio Stalin, miembro de la Academia Rusa de Educación, caballero de la Orden de San Andrés.  
En su nonagésimo aniversario en 2003, el entonces presidente, Vladímir Putin, lo visitó para condecorarlo con la Orden por Méritos ante la Patria, destacando sus contribuciones a la cultura de Rusia.
Serguéi Mijalkov fue un destacado autor de libros para niños (sus libros infantiles están predilectos en Rusia hoy día) y fábulas satíricas.  Serguéi Mijalkov escribió también algunos guiones de cine. Residía en Moscú.
Es el padre de los cineastas Nikita Mijalkov y Andréi Konchalovski. Estuvo casado con la poeta y traductora Natalia Konchalóvskaya (1903—1988), hija del pintor Piotr Konchalovski (1876—1956) y nieta del pintor Vasili Súrikov.